# Dan hangeula
Dan hangeula, također poznat kao Dan korejskog pisma (Korejski: 한글날) je državni praznik u Južnoj Koreji i Sjevernoj Koreji. Njime se obilježava stvaranje korejskog pisma hangeula u 15. stoljeću za vrijeme korejskog kralja Sejonga Velikoga.
Obilježava se 9. listopada u Južnoj Koreji i 15. siječnja u Sjevernoj Koreji. Dan Hangeula državni je praznik u Južnoj Koreji od 1970. godine.